# Надежда Крупска
Надежда Константиновна “Нађа” Крупска (рус. Наде́жда Константи́новна Кру́пская; 26. фебруар 1869 — 27. фебруар 1939) била је руски бољшевички револуционар и политичар (била је министар просвете у совјетској влади у периоду 1929-1939) и супруга Владимира Лењина од 1898. до његове смрти 1924. године.

## Биографија
Рођена је у осиромашеној породици више класе. Отац јој је био руски војни официр, племић Руске Империје. Њен отац, Константин Игнатјевич Крупски, постао је сироче са девет година. Школовао се и постао пешадијски официр у руској војсци. Непосредно пред одлазак у Пољску на задатак, оженио се Нађином мајком. Након шест година радног стажа, Крупски је изгубио наклоност својих надређених и био је оптужен за “неруске активности”. Можда је био осумњичен и за умешаност са револуционарима. Након тога, радио је у фабрикама или било где другде где је могао да нађе посао све до пред крај живота, када му је казна била поништена.
Њена мајка, Елизавета Васиљевна Тистрова, била је ћерка руских племића без земље. Елизаветини родитељи умрли су кад је била мала и она је била уписана на Бестужевски курс, највише формално образовање које су жене могле да стекну у Русији током овог времена. Након што је стекла диплому почела је да ради као гувернанта племићких породица док се није удала за Крупског.
Имајући добро образоване родитеље и аристократског порекла, а уједно и искуства са нижекласним условима рада, све је то довело до формирања многих идеолошких уверења код Нађе. „Од самог детињства Крупска је била инспирисана духом протеста против ружног живота око себе”.
Једна од Нађиних пријатељица из гимназије, Арианда Тиркова, описала је Нађу као „високу, тиху девојку, која не флертује са момцима, промишљену, са већ формираним јаким уверењима”... Нађа је на кратко похађала две различите средње школе, пре него што је пронашла школу која јој савршено одговара, Оболенски женску гимназију— „Истакнуту приватну средњу школу за девојке у Петрограду”. Ово образовање је вероватно било либералније од већине других гимназија откад је примећено да су неки од особља били бивши револуционари.
Након смрти њеног оца, Крупска и њена мајка су давале часове као извор прихода. Крупска је још од малих ногу показала интересовање за образовање. Посебно се занимала за Толстојеве теорије о образовању, које су биле флуидне уместо структуиране. Оне су биле фокусиране на личном развоју сваког појединачног студента и усмерене на важност односа између ученика и наставника.
То је навело Крупску да проучава многе Толстојеве радове, укључујући и његове теорије реформе. То су биле мирне идеје које су поштовале закон и подржавале су људе који се уздржавају од непотребног луксуза и који су самостални, уместо да се други старају о њима,... Толстој је оставио трајан утисак на Крупску; каже се да је она имала „посебан презир према модерној одећи комфору”. Увек је била у скромној хаљини, какав је био и намештај у њеној кући и канцеларији.
Као предан, доживотан студент, Крупска је почела да учествује у неколико кругова дискусија. Ове групе окупиле су се да уче и разговарају о посебним темама, које су за добробит свих укључених. На једном од ових предавања први пут се срела са Марксовим теоријама. Ово је изазвало њено интересовање за потенцијално бољи живот за свој народ. Крупска је започела детаљну студију о овој теми. То је било веома тешко, јер су у то време овакве књиге биле забрањене од стране руске владе. Сходно томе, револуционари су прикупљали такве књиге и држали их у подземним библиотекама.